# Katlego Mphela
Katlego Mphela (Brits, 29 de novembro de 1984) é um ex-futebolista sul-africano que atuava como atacante.

## Carreira
Estreou no futebol com apenas 19 anos, durante um período no campeonato francês com o Strasbourg. No entanto, apesar de uma fraca temporada com seu atual clube sul-africano, o Mamelodi Sundowns, seu momento maior veio na Copa das Confederações da FIFA 2009, na disputa pelo terceiro lugar contra a Espanha. Mphela entrou no segundo tempo e fez dois gols, levando a partida para o tempo extra.
Foi jogador titular da Seleção Sul-Africana que disputou a Copa do Mundo FIFA 2010.representou o elenco da Seleção Sul-Africana de Futebol no Campeonato Africano das Nações de 2013.